# Heinrich Molenaar
Heinrich Molenaar (* 16. Juni 1870 in Zweibrücken; † 1965) war Gymnasialprofessor, Schriftsteller und Philosoph. Er war engagierter Impf- und Tabakgegner, hielt Vorträge zu Comtes Positivismus und entwickelte 1903 die Weltsprache Universal (in späteren Entwicklungsstufen auch als Unial bzw. Panroman bezeichnet). Er übersetzte große Teile der Heiligen Schrift sowie Lyrik (unter anderem Gedichte von Arthur Pfungst, Louise Labé und Mirza Schaffy), Prosa und Dramen in diese Sprachen. Im Rahmen seiner politischen Aktivitäten begründete Molenaar die „Deutsch-Französische Liga“ (1903), den „Welthilfsbund“ (1909), den „Bund der weissen Rasse“ (1919) und den „Weltbund der Mütter gegen den Krieg“ (1948). Er war Generalsekretär des „Internationalen Impfgegnerbundes“, Herausgeber der Bayreuther Flugblätter und Herausgeber der Zeitschrift Menschheitsziele. Eine Rundschau für wissenschaftlich begründete Weltanschauung und Gesellschaftsreform. 1904 machte er in einem Artikel der Allgemeinen Zeitung den Vorschlag, die Unterrichtsstunde an den Schulen von 60 auf 40 Minuten zu verkürzen.